# محسن موقر
محسن موقر(زاده ۱۳۱۳اهواز-۱۳۹۲ آلمان) سیاست‌مدار ایرانی بود، که در  دوره بیستم بعنوان نماینده اهواز انتخاب شد.
موقر  دوره بیست و یکم بعنوان نماینده اهواز و دوره بیست و دوم و بیست و سوم بعنوان نماینده اندیمشک و شوش در مجلس شورای ملی حضور داشت.